# Waldemar Bonsels
Waldemar Bonsels (ur. 21 lutego 1881 w Ahrensburgu koło Hamburga, zm. 31 lipca 1952 w Ambach) – niemiecki pisarz.

## Życiorys
Waldemar Bonsels był autorem książek o tematyce dziecięcej, podróżniczej i religijnej. Szczególnie popularna okazała, się tłumaczona na 40 języków, książka dla dzieci Pszczółka Maja i jej przygody (Die Biene Maja und ihre Abenteuer, 1912). Zdobyła szerokie rzesze czytelników na całym świecie. Na jej podstawie nakręcono wyświetlany w wielu telewizjach serial animowany (1975).
Inne znane dzieła:
- Himmelsvolk (1915)
- Das vergessene Licht (1948)
- Freundschaften, Kämpfe und Jagden (zbiór opowiadań, 1951)